# VII tysiąclecie p.n.e.
VIII tysiąclecie p.n.e. VII tysiąclecie p.n.e. VI tysiąclecie p.n.e.

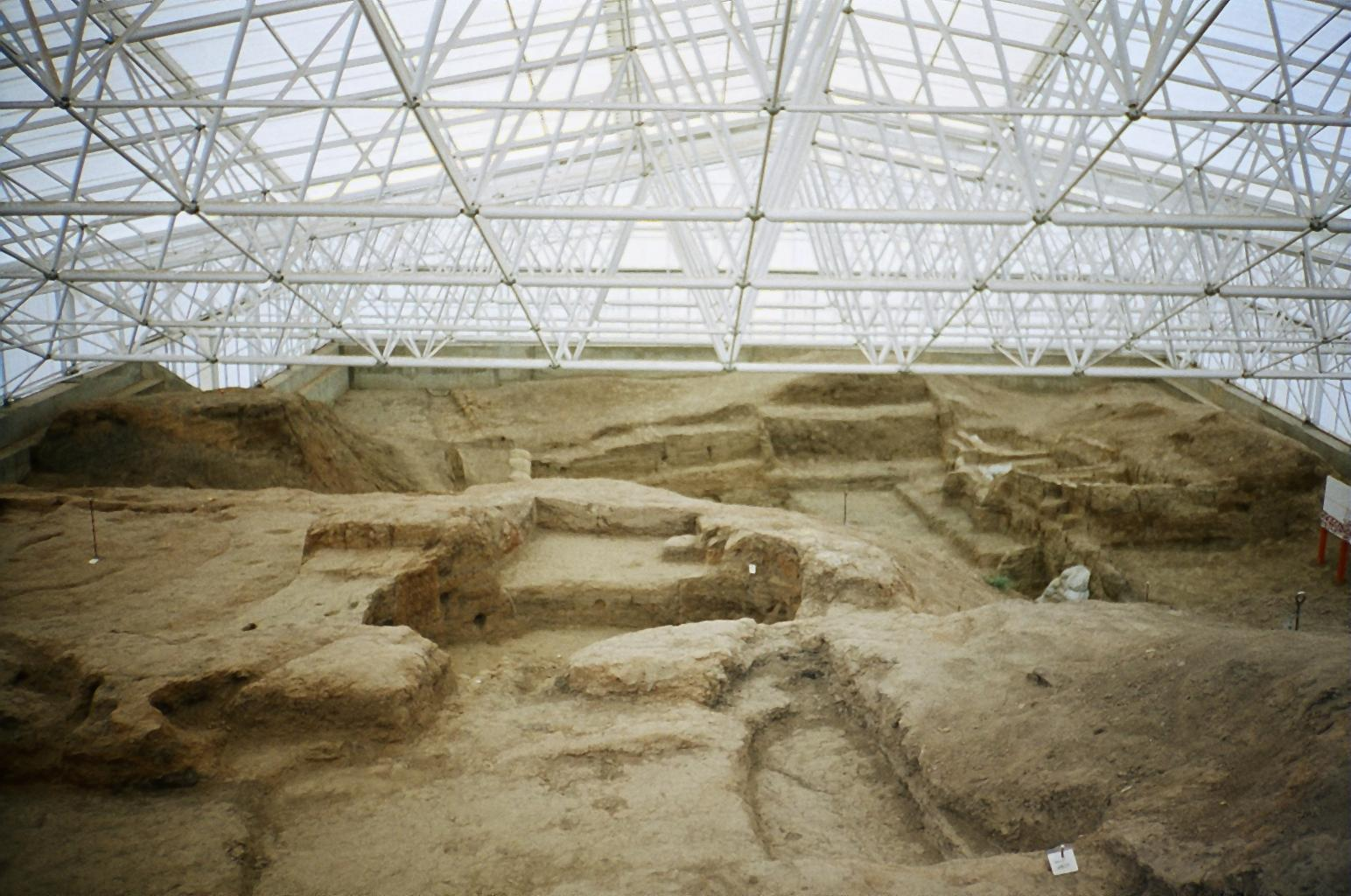
Pochodzące z VII tysiąclecia p.n.e. stanowisko archeologiczne Çatal Höyük w Turcji

## Ludność Świata
- ludność świata 7000 p.n.e. 7 000 000

## Wydarzenia
- około 7000 p.n.e.
  - Początek rozpowszechniania się stałych osad rolniczych – dokonały tego najpewniej ludy zamieszkujące tereny rokrocznie zalewane przez pobliskie rzeki. Wylewająca co roku rzeka przynosiła z sobą muł, który wymieniał ziemię, czyniąc obszar bardziej urodzajnym. Ziemia nie wyjałowiała się i dzięki temu jej mieszkańcy nie byli zmuszeni do porzucenia swych osad w celu poszukiwania nowych, bardziej żyznych terenów.
  - Osada na terenie późniejszego Jerycha zostaje otoczona murem.
  - początki kultury neolitycznej Peiligang (Chiny).
- około 6500 p.n.e.
  - pojawienie się rolnictwa oraz udomowienie bydła na Bałkanach.
  - Ludy wschodniej Sahary, która w tamtych czasach była urodzajną sawanną, trudniły się hodowlą bydła. Stadom pozwalano swobodnie wędrować, a jedynie na noc zamykano je w ogrodzeniach z kolczastych krzewów, w tak zwanych kraalach i zeribach. Sami mieszkańcy Sahary chronili się w szałasach lub w jaskiniach. Byli oni koczownikami i nie zajmowali się rolnictwem. Polowali i zbierali dziko rosnące zboża. Do mielenia ziaren używali kamiennych żaren. Nieobca im była również sztuka; tworzyli ceramikę i ryty naskalne, na których schematycznie przedstawiali wizerunki zwierząt i, rzadziej, ludzi uzbrojonych w lasso, maczugę, bumerang lub łuk.

## Zmiany środowiska
- - około 6500 p.n.e. – powstał kanał morski La Manche
  - około 6100 p.n.e. – ostatnie z trzech megatsunami wywołanych przez potężne osunięcia ziemi zwane Storegga
  - około 6000 p.n.e. – Australia odłączyła się od Nowej Gwinei

## Odkrycia i wynalazki
- około 7000 p.n.e.

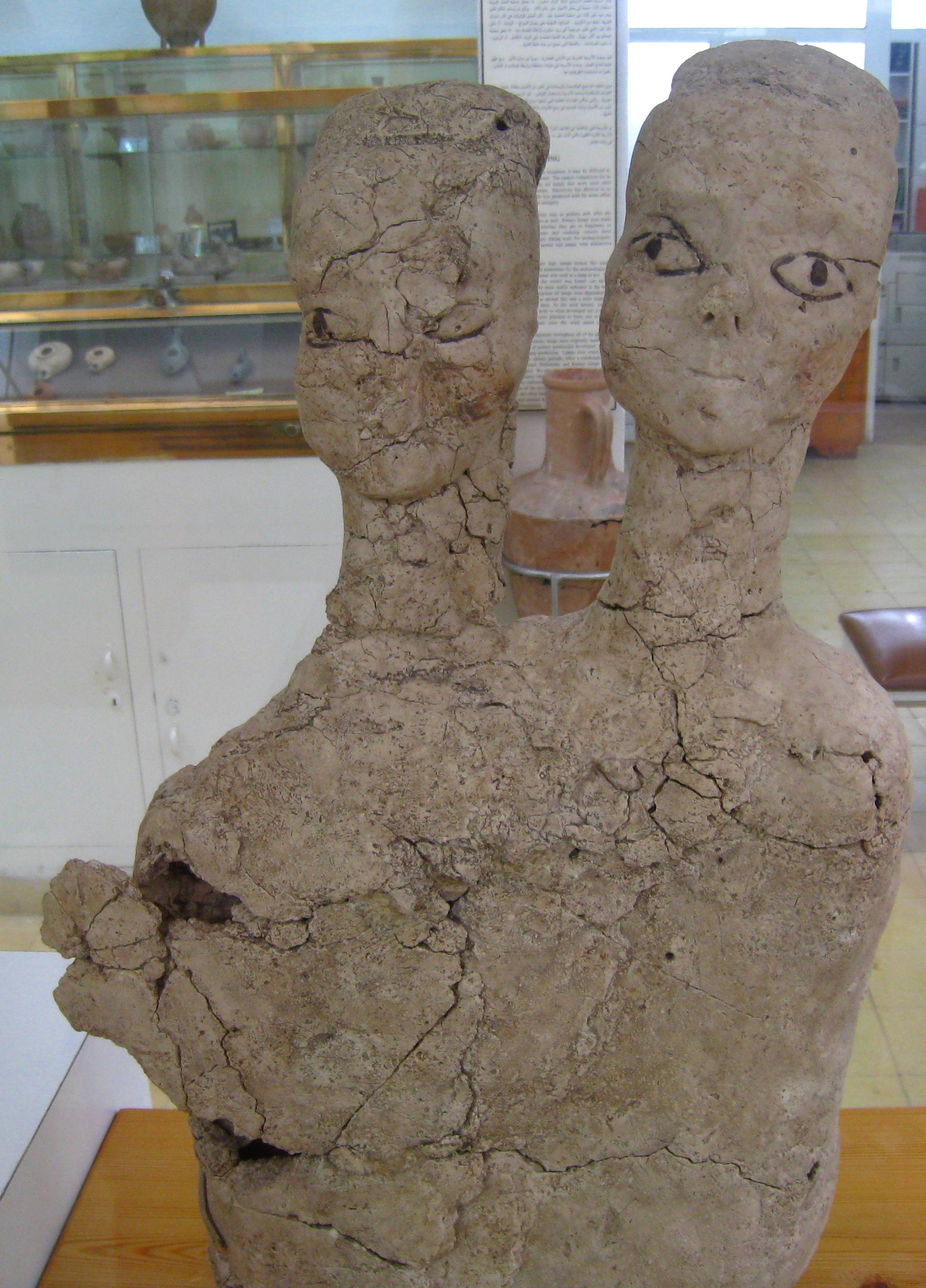
Jedna z figur Ajn Ghazal w Muzeum Archeologicznym w Ammanie

  - obróbka miedzi w górach Zagros i Taurus
  - udomowienie kóz na Bliskim Wschodzie
  - uprawa soczewicy i grochu
  - uprawa papryki, cukinii i fasoli w Meksyku
  - uprawa ziemniaków w Andach
  - w Chinach nauczono się wykonywać naczynia z gliny. Wydaje się, że umiejętność ta przywędrowała tam z Japonii
  - sierp (okolice Jerycha, Jarma, jaskinie góry Karmel)

- około 6700 p.n.e. – udomowienie owiec na Bliskim Wschodzie

- około 6500 p.n.e.
  - uprawa ryżu w dolinie Jangcy w Chinach
  - udomowienie świń oraz powszechne użycie ceramiki na Bliskim Wschodzie
  - w Çatal Höyük w Anatolii powstają wyroby z lnu, miasto zamieszkiwało 10 tys. ludzi
  - udomowienie bydła na wschodniej Saharze
  - gipsowe figurki przedstawiające ludzi z Ajn Ghazal w Jordanii

- około 6200 p.n.e. – wytop rudy miedzi i produkcja tkanin w Çatal Höyük